# 贺兰山岩黄耆
贺兰山岩黄耆（学名：Hedysarum petrovii）为豆科岩黄耆属下的一个种。

## 扩展阅读
- 維基物種上的相關：贺兰山岩黄耆